# Ian McDonald (bande dessinée)
Pour les articles homonymes, voir Ian McDonald.
Ian McDonald est une série de bande dessinée d’aventures créée en 1969 dans le journal Pilote, et parue jusqu'en 1972. Scénarisée par Guy Vidal, dessinée par Antonio Parras, elle se compose de quatre histoires à suivre et de six récits complets parus dans Super Pocket Pilote. À cela il convient de rajouter deux planches gags parues pour lors de la semaine du 1er avril 1970. Série éphémère, Ian McDonald est principalement connue en raison de l'originalité de ses derniers épisodes, les seuls à avoir été publiés en album.

## Synopsis
Ian McDonald est ce qu’on appelle un « médecin volant ». Compte tenu des distances de cette île-continent qu’est l’Australie avec des endroits particulièrement isolés, il a été constitué en 1928, un corps médical qui se déplace sur de petits avions pour aller soigner des patients dans l’outback australien. Ian Mc Donald est donc un médecin qui utilise parfois l’avion pour se rendre au chevet de ses patients. Il est basé à Alice Springs au centre du pays et de là il rayonne pour effectuer ses missions. Il se heurte ainsi à des bagnards en fuite, des trafiquants qui vendent de l’alcool aux aborigènes, etc.
Cependant, seule la première histoire à suivre, Le médecin volant, et quelques récits complets tournent autour du métier du héros. Les trois autres histoires à suivre, les plus connues de la série, ont pour thème une intrigue politique.

## Autour de la série
Cette bande dessinée offre les attraits classiques d’une bande d’aventures à ceci près que Guy Vidal en profite pour glisser une multitude de détails pittoresques sur la vie dans le bush australien. On apprend dans le premier épisode qu’il existe différents types de boomerangs tel le throwing stick qui porte plus loin mais ne revient pas, que le two-up était un jeu de pari très populaire dans le bush, etc. C’est d’ailleurs le service culturel de l’ambassade d’Australie qui fournit les photos quand Guy Vidal fait des reportages sur l’Australie dans les différents numéros de Super Pocket Pilote. 
Mais la notoriété de la série tient surtout aux trois dernières histoires à suivre, qui relatent les élections dans d'Hervey Bay, dans le Queensland.
Dans le premier volet, Le domaine interdit, la ville est sous la coupe d’un magnat, sir Richmond, qui compte faire élire un homme de paille à la mairie. Étant prêt à tout pour cela, il franchit la ligne jaune en faisant tuer un opposant qui est un ami de Ian McDonald, lequel finit par faire triompher le droit. Dans le deuxième volet, Le grand complot, Ian soutient Chong-bi Lynch, un jeune architecte chinois candidat à la mairie. Là encore le parti des notables de la ville va tout faire pour contrecarrer cela.
Ces deux premières histoires étaient déjà en soi assez novatrices dans la France pompidolienne d’alors. Il était rare, pour ne pas dire exceptionnel, que des histoires portent sur des magouilles électorales pouvant aller jusqu'à l’intimidation et au meurtre.
Mais c’est le dernier épisode, Tu n’es pas le bon Dieu, petit chinois !, qui contribue à la réputation de la série.  Alors que Vidal avait d'abord fait de Chong-bi Lynch un démocrate progressiste victime de la discrimination raciale, la dernière histoire opère un renversement complet de situation. Une fois élu, le nouveau maire adopte en effet rapidement des méthodes musclées, puis dictatoriales. Confronté au comportement de celui qu'il avait soutenu, Ian reste fidèle à ses idéaux et s'oppose à l'action de Chong-bi Lynch. Arrêté et placé dans un camp de détention avec d'autres opposants, il est ensuite tué par une balle perdue, ce qui met un terme abrupt à l'histoire et à la série. Cette fin sombre fait de Ian McDonald un cas très atypique de la BD francophone de l'époque. Tuer un héros récurrent était alors totalement inédit dans la bande dessinée franco-belge.

## Publications

### Album
Tu n’es pas le bon Dieu, petit chinois !, Dargaud, Collection Pilote, 1981
Cet album reprend, en noir et blanc, les épisodes 3 et 4 tout en supprimant quelques planches.

### Pilote
Tous ces épisodes sont en couleurs.
1969
479 -483               1- Le médecin volant                                                    30 planches
522-539                2- Le domaine interdit                                                   30 planches
1970
543                        HS- Epidémie à Hervey Bay                                          2 planches
Il s’agit d’un épisode gag publié pour le 1er avril. On y voit la mort du médecin dans son avion qui a été saboté par deux malfrats
1971
589-603                3- Le grand complot                                                      30 planches
1972
681-697                4- Tu n’es pas le bon dieu, petit Chinois !                    36 planches

### Super Pocket Pilote
Sauf indication contraire tous ces récits complets font 16 planches format pocket (grosso modo l’équivalent d’une demi-page habituelle) et sont parus en noir et blanc.
1969
4                             Rendez–vous à Sly–Grog !
5                             Le carnaval des moutons
6                             La plus longue nuit         
1970
7                             Une voix dans la nuit                                                    8 planches
8                             Comme une bête au fond de son trou
9                             Les assassins invisibles  